# Pé (poesia)
Num poema, mais especificamente num verso, muitas métricas usam o pé como a unidade básica na sua descrição do ritmo subjacente. Tanto a métrica quantitativa da poesia clássica quanto a métrica silábica-acentual usam o pé como o alicerce fundamental. Um pé é constituído por um certo número de sílabas que fazem parte de uma linha de verso. Um pé é descrito pelo número de sílabas e caracteres que ele contém: geralmente, em línguas latinas e o grego, a tonacidade da sílaba é medida.
Quando se analisa uma linha de verso, um poeta olha para os pés como a unidade básica rítmica, em vez de palavras. Um pé pode ser composto de diversas sílabas e uma única palavra pode conter muitos pés, além disso, um pé pode, muitas vezes, servir como ponte em várias palavras, contendo, por exemplo, a última sílaba de uma palavra mais o primeira da próxima. Para procurar os pés, deve-se centrar sobre somente a fluidez do som e anular o real significado das palavras.

## Classificação

### Pé simples
Os pés simples, tendo por base uma sílaba longa, ou tônica, são 4:
Troqueu ou Coreuformado por uma sílaba longa e uma breve.
Cor po
Iambo ou Jamboformado por uma sílaba breve e uma longa.
Va por
Dáctiloformado por uma sílaba longa e duas breves.
Lâm pa da
Anapestoformado por duas sílabas breves e uma longa.
Co ra ção

### Pé composto
Os pés compostos, também chamados metros são aqueles que combinam 2 ou mais pés simples. São considerados apenas em algumas escansões complexas.
Há, entre eles, um que, pelo seu uso sistêmico em verso decassílabo e algumas vezes em verso dodecassílabo tem característica de pé simples. Chama-se peônio. Caracteriza-se pela apresentação de 3 sílabas breves e uma tônica.
Peônio de quarta
Apresenta a sílaba tônica na quarta posição.
Eu te_a ma rei.